# غيلبرت أوليفيرا
غيلبرت أوليفيرا (30 يونيو 1990 بمارغاو في الهند - ) هو لاعب كرة قدم هندي في مركز جناح ‏. لعب مع نادي تشينايين ونادي سالغاوكار.

## وصلات خارجية
- غيلبرت أوليفيرا على موقع قاعدة بيانات كرة القدم.إي يو (الإنجليزية)
- غيلبرت أوليفيرا على موقع Soccerway.com (الإنجليزية)